# Duncan Karanja
Duncan Karanja − kenijski bokser, medalista igrzysk wspólnoty narodów oraz igrzysk afrykańskich.

## Kariera amatorska
W 1994 reprezentował Kenię na igrzyskach Wspólnoty Narodów w Victorii. W 1/8 finału rywalem Kenijczyka był olimpijczyk z Barcelony St. Aubyn Hines. Karanja zwyciężył przed czasem w 2. rundzie, awansując do ćwierćfinału. W ćwierćfinale pokonał reprezentanta Mauritiusu Richarda Sunee'a, wygrywając na punkty (21:11). W półfinale wyeliminował Boniface Mukukę, a w finale przegrał ze szkotem Paulem Shepherdem. Karanja zdobył srebrny medal w kategorii do 51 kg.. Rok później startował na igrzyskach afrykańskich w Harare, rywalizując w kategorii koguciej. W półfinale pokonał go Riadh Klai a Karanja zdobył ostatecznie brązowy medal.